# Onthophagus arnetti
Onthophagus arnetti är en skalbaggsart som beskrevs av Henry Fuller Howden och Cartwright 1963. Onthophagus arnetti ingår i släktet Onthophagus och familjen bladhorningar. Inga underarter finns listade i Catalogue of Life.